# Curve (film)
Pour les articles homonymes, voir Curve.
Pour plus de détails, voir Fiche technique et Distribution.
Curve est un film américain réalisé par Iain Softley, sorti en 2015.

## Synopsis
Une jeune femme, Mallory, doit se rendre à la répétition de son mariage et, peu pressée d'y arriver, prend un homme en auto-stop.
Mallory se rend à la cabane où Christian dit qu'il se trouvait. Elle le voit tuer le policier et qu'il a tué les propriétaires mais qu'il garde leur fille Katie en otage. Mallory le vise avec une arme à feu qu'elle a trouvée et lui dit qu'elle lui tirera dessus s'il bouge. Il attaque Mallory alors que Katie s'enfuit. Mallory se débat avec Christian avant de finalement le pousser du balcon du deuxième étage. Il tombe et sa jambe est prise dans un piège à ours. Elle descend les escaliers en boitant, lui donne son couteau et lui dit qu'elle va lui donner la même chance qu'il lui a donnée. Christian succombe à sa blessure et meurt. Mallory part en boîtant sur la route avec Katie alors que la porte d'entrée se ferme.

## Fiche technique
- Titre : Curve
- Réalisation : Iain Softley
- Scénario : Kimberly Lofstrom Johnson et Lee Patterson
- Musique : Edward Shearmur
- Photographie : Brad Shield
- Montage : Tariq Anwar
- Production : Jason Blum, Jaume Collet-Serra, Juan Sola et Julie Yorn
- Société de production : Blumhouse Productions, LBI Entertainment, Ombra Films et Universal Pictures
- Pays :  États-Unis
- Genre : Horreur et thriller
- Durée : 81 minutes
- Dates de sortie : 
  -  États-Unis : 14 octobre 2015 (Screamfest Horror Film Festival), 19 janvier 2016

## Distribution
- Julianne Hough (VF : Marie-Eugénie Maréchal) : Mallory Rutledge
- Teddy Sears (VF : Sylvain Agaësse) : Christian Laughton
- Penelope Mitchell : Ella Rutledge
- Madalyn Horcher (VF : Marie Tirmont) : Katie Goldman
- Drew Rausch : l'adjoint
- Kurt Bryant : le père de Katie

 Source et légende : version française (VF) sur RS Doublage

## Production
En octobre 2013, le film est annoncé, et le tournage a commencé le 21 octobre.